# Sean Bergenheim
Sean Bergenheim (Helsinki, 8 febbraio 1984) è un ex hockeista su ghiaccio finlandese.

## Palmarès

### Mondiali
- 3 medaglie:
  - 1 argento (Russia 2007)
  - 2 bronzi (Lettonia 2006; Canada 2008)